# Ranunculus pygmaeus
Il ranuncolo pigmeo (Ranunculus pygmaeus Wahlenb., 1812) è una pianta appartenente alla famiglia delle Ranunculaceae, abitatrice dei rilievi montani.

## Etimologia
Il nome generico (Ranunculus), passando per il latino, deriva dal greco Batrachion, e significa “rana” (è Plinio scrittore e naturalista latino, che c'informa di questa etimologia) in quanto molte specie di questo genere prediligono le zone umide, ombrose e paludose, habitat naturale degli anfibi.

L'epiteto specifico (pygmaeus = pigmeo) deriva dal latino e si riferisce alle piccole dimensioni di questa pianta.

Il binomio scientifico attualmente accettato (Ranunculus pygmaeus) è stato proposto dal botanico e micologo svedese Göran Wahlenberg (Kroppa, 1780 – Uppsala, 1851) in una pubblicazione del 1821 intitolata “Flora Lapponica”.

## Descrizione
Sono piante perenni, erbacee terrestri la cui altezza media oscilla tra 1 e 5 cm (massimo 10 cm). Da un punto di vista biologico sono definite emicriptofite scapose (H scap), ossia piante con gemme svernanti al livello del suolo e protette dalla lettiera o dalla neve. Questi vegetali sono fondamentalmente glabri e privi di cellule oleifere.

### Radici
Le radici sono secondarie da rizoma (mai tuberose) a forma fascicolata e sottili (da 0,1 a 0,6 mm di spessore).

### Fusto
- Parte ipogea: la parte sotterranea consiste in un breve rizoma.
- Parte epigea: i fusti di queste piante sono ascendenti a portamento eretto, glabri; non sono ramosi e sono uni-flori. La sezione è cilindrica e l'interno è cavo.

### Foglie
- Foglie basali: le foglie basali sono picciolate del tipo palmato-partite (composte generalmente da tre larghi lobi) con margini profondamente incisi (ma non fino alla nervatura); il contorno della lamina è reniforme. Lunghezza del picciolo: 2 – 4 cm.
- Foglie cauline: le foglie superiori lungo il fusto sono disposte in modo alterno, senza stipole e sono progressivamente ridotte (anche i piccioli sono più brevi) con un numero minore di lobi; questi sono delle lacinie lanceolate. Dimensione delle lacinie: larghezza 2 mm; lunghezza 5 – 8 mm.

### Infiorescenza
L'infiorescenza è composta da fiori terminali e solitari (uno per ogni peduncolo).

### Fiore
I fiori sono ermafroditi, emiciclici, attinomorfi. I fiori sono di tipo molto arcaico anche se il perianzio(o anche più esattamente il perigonio) di questo fiore è derivato dal perianzio di tipo diploclamidato (tipico dei fiori più evoluti), formato cioè da due verticilli ben distinti e specifici: sepali e petali. Il ricettacolo (supporto per il perianzio) è glabro. Diametro dei fiori: 5 – 10 mm.
- Formula fiorale: per queste piante viene indicata la seguente formula fiorale:

* K 5, C 5, A molti, G 1-molti  (supero), achenio
- Calice: il calice è formato da 5 sepali villosi, verdastri a disposizione embricata e sub-revoluto. In realtà i sepali sono dei tepali sepaloidi[6]. Lunghezza dei sepali: 3 mm.
- Corolla: la corolla è composta da 5 petali di colore giallo-chiaro; la forma è “cuoriforme” o obovata; alla base dal lato interno è presente una fossetta nettarifera (= petali nettariferi di derivazione staminale). In effetti anche i petali della corolla non sono dei veri e propri petali: potrebbero essere definiti come elementi del perianzio a funzione vessillifera[7]. Lunghezza dei petali: 4 mm.
- Androceo: gli stami, inseriti a spirale nella parte bassa sotto l'ovario, sono in numero indefinito (da 15 a 25) e comunque più brevi dei sepali e dei petali; la parte apicale del filamento è lievemente dilatata sulla quale sono sistemate le antere bi-logge, di colore giallo a deiscenza laterale. Al momento dell'apertura del fiore le antere sono ripiegate verso l'interno, ma subito dopo, tramite una torsione, le antere si proiettano verso l'esterno per scaricare così il polline lontano dal proprio gineceo evitando così l'autoimpollinazione. Il polline è tricolpato (caratteristica tipica delle Dicotiledoni).
- Gineceo: l'ovario è formato da diversi carpelli (da 45 a 55) liberi uniovulari; sono inseriti a spirale sul ricettacolo; gli ovuli sono eretti e ascendenti. I pistilli sono apocarpici (derivati appunto dai carpelli liberi).
- Fioritura: da luglio a agosto.

### Frutti
I frutti (un poliachenio) sono degli acheni indeiscenti, lisci e glabri a forma ovoide; sono molto numerosi, appiattiti, compressi e con un piccolo becco (o rostro) apicale lungo circa ¼ dell'achenio (= achenio a becco breve); il rostro è fondamentalmente dritto o lievemente ricurvo, ma non uncinato. Ogni achenio contiene un solo seme. Insieme formano una testa sferica posta all'apice del peduncolo fiorale. In questa specie dopo la fioritura gli steli si allungano considerevolmente. Dimensione del singolo achenio: larghezza 0,8 – 1 mm; lunghezza 0,8 – 1,2 mm.

## Riproduzione
La riproduzione di questa pianta avviene per via sessuata grazie all'impollinazione degli insetti pronubi (soprattutto api) in quanto è una pianta provvista di nettare (impollinazione entomogama). La dispersione dei semi è prevalentemente di tipo zoocoria.

## Distribuzione e habitat
- Geoelemento: il tipo corologico (area di origine) è (Circumboreale) Artico-Alpino.
- Distribuzione: in Italia questa specie (considerata rarissima) è presente solamente nel Trentino-Alto Adige (zona del Brennero). In altre zone delle Alpi si trova in alcuni länder austriaci (Tirolo Settentrionale, Tirolo Orientale, Salisburgo e Carinzia) e nel cantone svizzero dei Grigioni. Negli altri rilievi europei si trova nei monti Carpazi. Fuori dall'Europa la distribuzione di questa pianta è abbastanza ampia: Asia settentrionale (fino alla Cina), Groenlandia, America del Nord (Canada e Stati Uniti – compresa l'Alaska).
- Habitat: l'habitat tipico per questa ranuncolacea sono le vallette nivali, e i canaloni percorsi da valanghe sempre in zone umide. Il substrato preferito è siliceo con pH del terreno acido che deve avere bassi contenuti nutritivi e relativamente umido.
- Distribuzione altitudinale: sui rilievi queste piante si possono trovare da 1800 fino a 2600 m s.l.m.; frequentano quindi i seguenti piani vegetazionali: subalpino e alpino.

### Fitosociologia
Dal punto di vista fitosociologico la specie Ranunculus acris  appartiene alla seguente comunità vegetale:
Formazione: delle comunità delle vallette nivali alpine
Classe: Salicetea herbaceae

## Tassonomia
Il genere Ranunculus è un gruppo molto numeroso di piante comprendente oltre 400 specie originarie delle zone temperate e fredde del globo, delle quali quasi un centinaio appartengono alla flora spontanea italiana. La famiglia delle Ranunculaceae invece comprende oltre 2500 specie distribuite su 58 generi. 

Le specie spontanee della nostra flora sono suddivise in tre sezioni (suddivisione a carattere pratico in uso presso gli orticoltori organizzata in base al colore della corolla): Xanthoranunculus – Batrachium – Leucoranunculus. La specie Ranunculus pygmaeus appartiene alla prima sezione  (Xanthoranunculus) caratterizzata dall'avere la corolla gialla.

Un'altra suddivisione, che prende in considerazione caratteristiche morfologiche ed anatomiche più consistenti, è quella che divide il genere in due sottogeneri (o subgeneri), assegnando il Ranunculus pygmaeus al subgenere Ranunculus, caratterizzato da piante con fusti eretti (e quindi forniti di tessuti di sostegno), peduncoli dell'infiorescenza eretti alla fruttificazione, lamina fogliare ben sviluppata e petali gialli (o bianchi).

Il numero cromosomico di R. pygmaeus è: 2n = 16.

### Variabilità
Nell'elenco che segue sono indicate alcune varietà e sottospecie (l'elenco può non essere completo e alcuni nominativi sono considerati da altri autori dei sinonimi della specie principale o anche di altre specie):
- Ranunculus pygmaeus var. langeana Nathorst (1884)
- Ranunculus pygmaeus var. petiolulatus Fernald (1917)
- Ranunculus pygmaeus var. sabinii K.C.Davis (1900)
- Ranunculus pygmaeus var. typicus L.D.Benson (1948)

### Sinonimi
Questa entità ha avuto nel tempo diverse nomenclature. L'elenco che segue indica uno tra i sinonimi più frequenti:
- Ranunculus pygmaeus var. langianus Nathorst

### Specie simili
Il genere Ranunculus comprende diverse centinaia di specie, molte delle quali sono simili tra di loro; qui elenchiamo solamente quelle più vicine al “ranuncolo pigmeo” sia per altezza della pianta che per l'area di appartenenza (le Alpi):
- Ranunculus montanus Willd. (1799)
- Ranunculus breyninus M.Bieb. (1819)
- Ranunculus thora L. (1753)

## Usi
Queste piante contengono l'anemonina; una sostanza particolarmente tossica per animali e uomini. Infatti gli erbivori brucano le foglie di queste piante con molta difficoltà e solamente dopo una buona essiccazione (erba affienata) che fa evaporare le sostanze più pericolose. Anche le api evitano di bottinare il nettare dei “ranuncoli”. Sulla pelle umana queste piante possono creare delle vesciche (dermatite); mentre sulla bocca possono provocare intenso dolore e bruciore alle mucose.